# أعشاب برية مأكولة
هناك العديد من الأعشاب البرية المأكولة والتي تشكل جزءا من المطبخ الشعبي لكل بلد.

## في سوريا
1. الشقيقة (عشبة) أو شق شقيق
2. عشبة الحرتمنة.
3. سليق الخشان.
4. سليق المسيكة.
5. سليق الزريفيلة .
6. الرشاد البري.
7. المغريقة.
8. القرفعون.
9. البقلة (البقيلة).
10. ورق الدغنينة (التروغنينة).
11. الزويع (زعتر الخليل أو زعتر الجحاش).
12. القرني.
13. المقسيطة.
14. الكليبة.
15. الهندبة البرية (الهنيدبة).
16. القويسينة.
17. حميضة السليق.
18. الكراد (الثوم البرّي السوري).
19. المريميرة.
20. الزعيتيرة (زعتر الجبال المرتفعة).
21. الجرجير.
22. الزعتر الجوي.
23. القرة (الجرجير الكبير).
24. الهليون.
25. السلبين (العكّوب).
26. القرص عنة (القرّيصة).
27. العرتيش (العريديشة).
28. اللوف.
29. براعم الهليون.
30. الخبيزة (الهبّولة).
31. البلغصون (لسان التور).
32. الجزيرة.

## في لبنان
- العلت
- القرصعنة
- الكراث البري
- زعتر دقة
- الزعتر
- الحميض

## في فلسطين
- علت
- عكوب